# Nationaal-Radicaal Kamp
Het Nationaal-Radicaal Kamp (Pools: Obóz Narodowo-Radykalny, ONR) was een nationalistische, fascistische en antidemocratische organisatie in het Polen van de jaren dertig van de twintigste eeuw.

## Geschiedenis

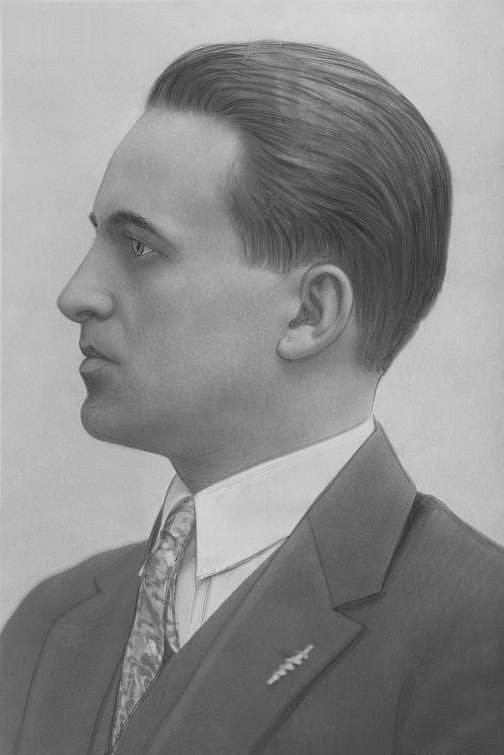
Henryk Rossman, leider van het ONR-ABC, overleed in 1937 in een interneringskamp. Zijn ONR-ABC ging door voor gematigder dan het ONR-Falanga van Piasecki

Het ONR werd op 14 april 1934 opgericht door dissidente leden van de rechts-nationalistische Nationale Democratie (Narodowa Demokracja) die geïnspireerd waren geraakt door het Italiaanse fascisme en het Spaanse falangisme. Eerder (1926) hadden zij de organisatie Kamp voor Groot-Polen (Obóz Wielkiej Polski, OWP) opgericht. Ofschoon het ONR slechts 2.000 à 3.000 leden telde werd zij door de Poolse overheid als bedreigend gezien en reeds op 10 juli 1934 verboden. In 1935 werden twee opvolgers van het ONR opgericht, het Nationaal-Radicale Kamp-Falanga (Obóz Narodowo-Radykalny-Falanga, ONR-Falanga) en het Nationaal-Radicale Kamp-ABC (Obóz Narodowo-Radykalny-ABC, ONR-ABC). Eerstgenoemde groepering nam de term Falanx (Gr. slagorde) op in de partijnaam, terwijl laatstgenoemde organisatie de letters ABC in de naam van de partijnaam opnam. Deze eerste drie letters van het alfabet verwezen naar de gelijknamige partijkrant. Het ONR-Falanga stond onder leiding van Bolesław Piasecki (1913-1979) en het ONR-ABC onder leiding van Henryk Rossman (1896-1937). Het ONR-ABC leed na de dood van Rossman in 1937 in een interneringskamp een kwijnend bestaan, maar het ONR-Falange van Piasecki bleef een factor van betekenis onder met name studenten en leden van de middenklasse. Het ONR-Falanga gold als uiterst antisemitisch, streefde naar een puur katholieke staat en de verwezenlijking van een Groot-Polen na. In 1937 kwam het tot een gewelddadig treffen tussen de Falanga en leden van de Joodse socialistische partij, de Bund Gedurende haar bestaan maakten aanhangers van het ONR-Falanga zich schuldig aan het vernielen van joodse eigendommen, het aanvallen van linkse studenten en het bedreigen van tegenstanders.

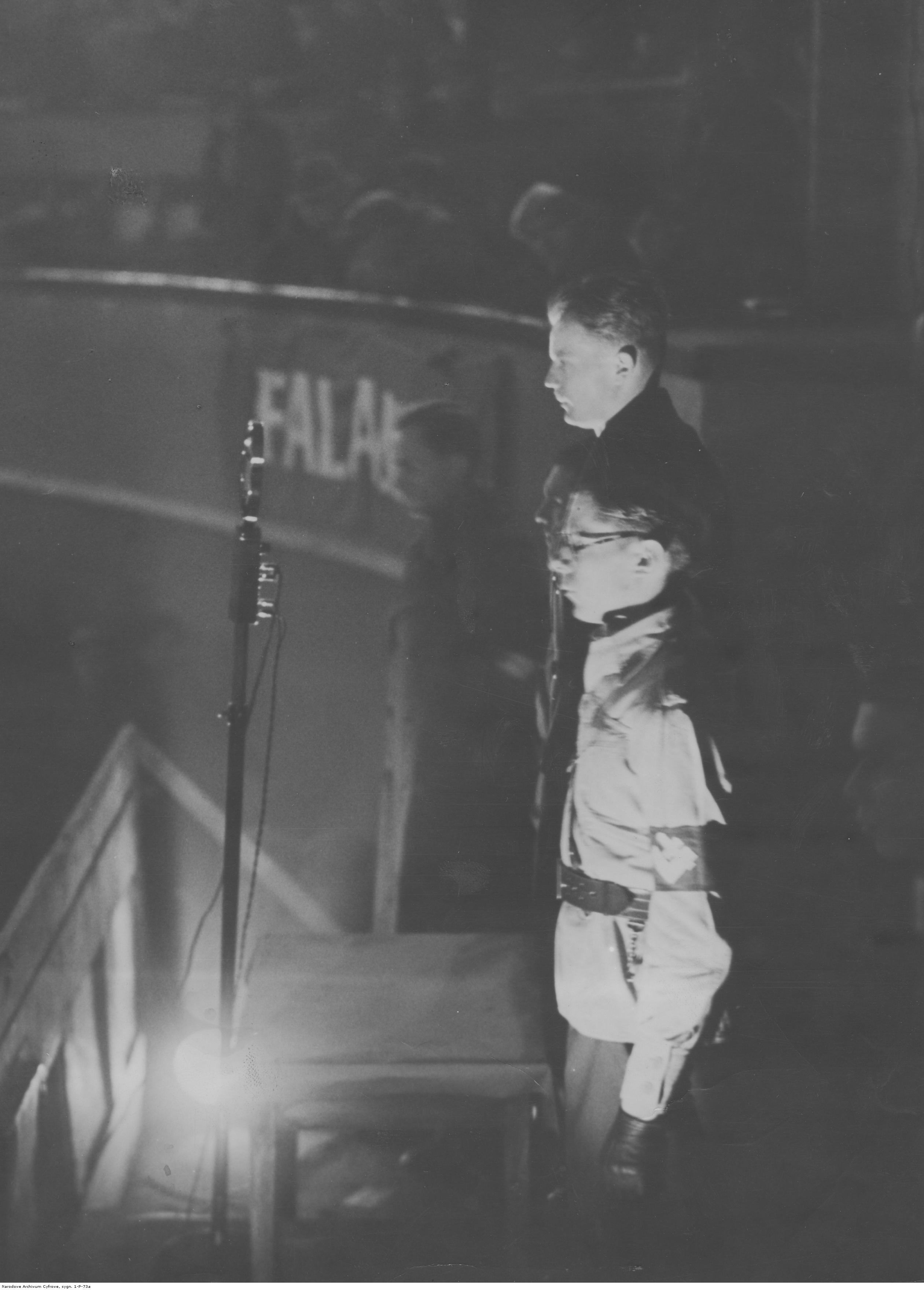
Bolesław Piasecki spreekt zijn aanhang toe (1937)

Pogingen van de Poolse overheid om bepaalde figuren binnen de Falanga los te weken en te integreren in het overheidsapparaat waren niet succesvol. In 1939 gingen zowel het ONR-Falanga als het ONR-ABC op in verschillende organisaties die zich verzetten tegen de Duitse bezetter. Tijdens de Volksrepubliek Polen (1944-1989) werden sommige leden van het ONR vervolgd, terwijl anderen, zoals Piasecki, besloten om samen te werken met de communistische autoriteiten.
De in 1993 opgerichte ONR ziet zichzelf als ideologische opvolger van de vooroorlogse ONR's.

## Ideologie
Het ONR benadrukte sterk het katholieke karakter van Polen en verzette zich tegen het jodendom en tegen vrijdenkers en andere christelijke stromingen. Men streefde naar een sterke staat, nationalisering van bezittingen van "buitenlanders" (d.w.z. Joden), een corporatieve economie en het bestrijden van links. Piasecki, de leider van het ONR-Falanga, was een fel bestrijder van het communisme, maar beschouwde Jozef Stalin als een groot nationalistisch leider die toewerkte naar een moderne industriële staat. De Sovjet-Unie vormde echter een grote bedreiging voor de onafhankelijkheid van Polen en moest om die reden worden vernietigd. Een Slavische statenbond onder leiding van Polen zou de opvolger moeten worden van het Slavische deel van de USSR.
Het streven van het ONR naar een gewelddadige omverwerping van de staat leidde ertoe dat de regering het ONR in de gaten hield. Veel leden werden opgepakt en opgesloten in het beruchte interneringskamp Bereza Kartuska.

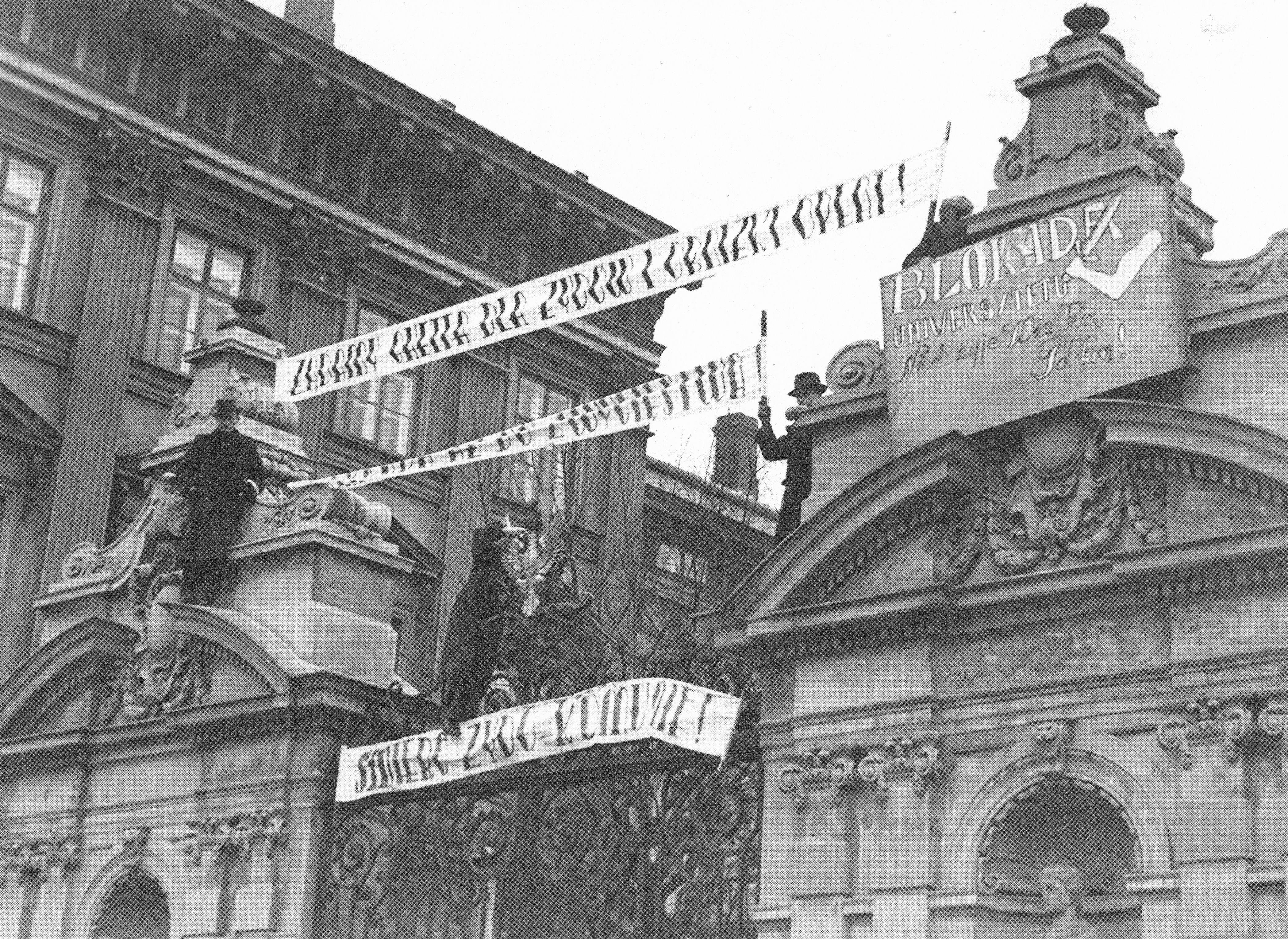
Door Falanga-activisten aangebrachte antisemitische spandoeken (o.a. met de eis voor de oprichting van een joods getto) aan de hoofdpoort van de Universiteit van Warschau

Er bestaan sterke overeenkomsten tussen het christelijke fascisme van het ONR enerzijds en het christelijke fascisme van het Belgische Rex van Léon Degrelle en de Roemeense IJzeren Garde van Corneliu Zelea Codreanu. Een opvallend verschil is dat het ONR streefde naar enorme gebiedsuitbreiding om een "Groot-Polen" te verwezenlijken.
Het Duitse nationaalsocialisme werd als heidens van de hand geworpen. Duitsland werd beschouwd als een moderne industriële staat, maar tegelijkertijd als een bedreiging voor de Poolse onafhankelijkheid.